# Tobi und die Stadtparkkids
Tobi und die Stadtparkkids ist eine mit dem Goldenen Telix ausgezeichnete ZDF-Familienserie aus dem Jahr 1998. Regie führte bei allen 15 Folgen der Puppenspiel-Reihe Hannes Spring. Den Titelsong steuerte die Gruppe Echt bei.

## Inhalt
Die Reihe handelt von dem kleinen Kobold Tobi, der  im Stadtpark vier herumlungernde Tierkinder, die sogenannten Stadtparkkids kennenlernt, die dort zusammen Musik machen. Ihre Nöte und Sorgen betäuben sie allerdings mit Nikotin, Tabletten und Alkohol. Während man gemeinsam eine Band gründet versucht Tobi die prekäre Situation der Stadtparkkids zu bessern.

## Folgen
1. Neue Freunde
2. Geheimnisse
3. Scherbenhaufen
4. Vogelvilla
5. Abgeblitzt
6. Solokarriere
7. Nein
8. Wie ein Popstar
9. Die diebische Elster
10. Party bei Matze
11. Der wahre Held
12. Streithähne
13. Immer diese Aufregung
14. Gewitter
15. Ausgetrickst

## Sonstiges
Nach der TV-Auswertung stellte die die Bundeszentrale für gesundheitliche Aufklärung die preisgekrönte Reihe zunächst kostenlos auf Videokassetten samt Begleitmaterial, später auch auf DVDs zur Verfügung.
Eine Musik-CD erschien ebenfalls unter dem Namen Tobi und die Stadtparkkids mit Echt als Interpreten des gleichnamigen Titelsongs und weiteren Titeln aus der Serie.

## Einzelbelege
1. ↑  Tobi und die Stadtparkkids  bei crew united, abgerufen am 28. April 2024.